# Paragonista
Paragonista is een geslacht van rechtvleugeligen uit de familie veldsprinkhanen (Acrididae). De wetenschappelijke naam van dit geslacht is voor het eerst geldig gepubliceerd in 1932 door Willemse.

## Soorten
Het geslacht Paragonista omvat de volgende soorten:
- Paragonista fastigiata Bi, 1990
- Paragonista hyalina Ingrisch, 1989
- Paragonista infumata Willemse, 1932
- Paragonista paragonista Willemse, 1932